# Anshar
Anshar o també Anšar (en sumeri 𒀭𒊹 AN.ŠAR₂) va ser una divinitat de la mitologia sumèria, un déu primordial i principi masculí, segons el mite que s'explica a l'Enuma Elix. Estava casat amb Kishar, la seva germana i principi femení. Kishar representa la terra, i Anshar, el cel.
Eren fills de Lahamu i Lahmu i néts de Tiamat i Apsu. Són els pares d'An, el déu principal del panteó sumeri, rei del cel, senyor de les constel·lacions, rei dels déus, dels esperits i dels dimonis.
Durant el període neoassiri, Anshar es va equiparar amb Asshur, la deïtat patrona i homònima de l'Imperi Assiri.